# Allochthonius buanensis
Espèce
Allochthonius buanensis est une espèce de pseudoscorpions de la famille des Pseudotyrannochthoniidae.

## Distribution
Cette espèce est endémique de Corée du Sud.

## Étymologie
Son nom d'espèce, composé de buan et du suffixe latin -ensis, « qui vit dans, qui habite », lui a été donné en référence au lieu de sa découverte, le district de Buan.

## Publication originale
- Lee, 1982 : Pseudoscorpions (Arachnida) from Korea II. A new species of the genus Allochthonius. Basic Science Review, Chonbuk National University, Korea, vol. 5, p. 75-80.